# 帕比洛尼斯
帕比洛尼斯（義大利語：Pabillonis），是意大利撒丁大区南撒丁省的一个市镇。总面积37.56平方公里，人口2960人，人口密度78.8人/平方公里（2009年）。ISTAT代码为106011。